# Dagobert II
Saint Dagobert
Pour les articles homonymes, voir Dagobert.
Dagobert II (en latin : Dagobertus, en vieil anglais : Dægberht), canonisé sous le nom de saint Dagobert, est un roi des Francs de la dynastie mérovingienne. Fils du roi Sigebert III, il règne sur le royaume d'Austrasie de 676 à 679. Considéré comme un martyr et reconnu comme saint par l'Église catholique depuis le IXe siècle, il est fêté le 23 décembre.
Aucun texte contemporain dressant l'histoire des Mérovingiens ne rend compte du règne de Dagobert, qui doit être reconstitué à partir de plusieurs sources différentes. À la mort de son père en 656, il est privé de la succession et exilé en Irlande pour y vivre comme moine. Son retour en Austrasie est organisé par Wilfrid, évêque d'York.
Il monte sur le trône pendant une période troublée provoquée par l'assassinat de Childéric II en 675. Durant son bref règne, il est en guerre avec la Neustrie, signe un traité de paix avec le royaume lombard en Italie et émet les dernières monnaies en or mérovingiennes.
La Vita sancti Wilfrithi, œuvre quasi contemporaine, dépeint Dagobert comme un tyran qui se mettait à dos les évêques et imposait de nouveaux impôts. Il est assassiné par une conspiration de la noblesse et son cousin, Thierry III, roi de Neustrie contre lequel il avait déjà fait la guerre, lui succède.

## Biographie

### Naissance et exil
Dagobert est le fils de Sigebert III et de son épouse Chimnechilde. Il est nommé ainsi en référence à son grand-père, Dagobert Ier.
Selon le Liber historiæ Francorum, vers 650, le roi Sigebert, alors sans enfant, adopte le fils de son maire du palais Grimoald, Childebert, et en fait l'héritier de son royaume. Vers 652, à la naissance de Dagobert, Sigebert casse son testament et institue son fils comme seul héritier.
En 656, le roi Sigebert est assassiné. Le maire du palais d'Austrasie, Grimoald, fait alors tonsurer le jeune Dagobert, ce qui le prive de ses droits à la succession royale, puis, il l'exile. Il charge Didon, évêque de Poitiers,  de l'emmener dans un cloître en Irlande. Grimoald répand alors le bruit de la mort de Dagobert, et fait monter Childebert sur le trône,.

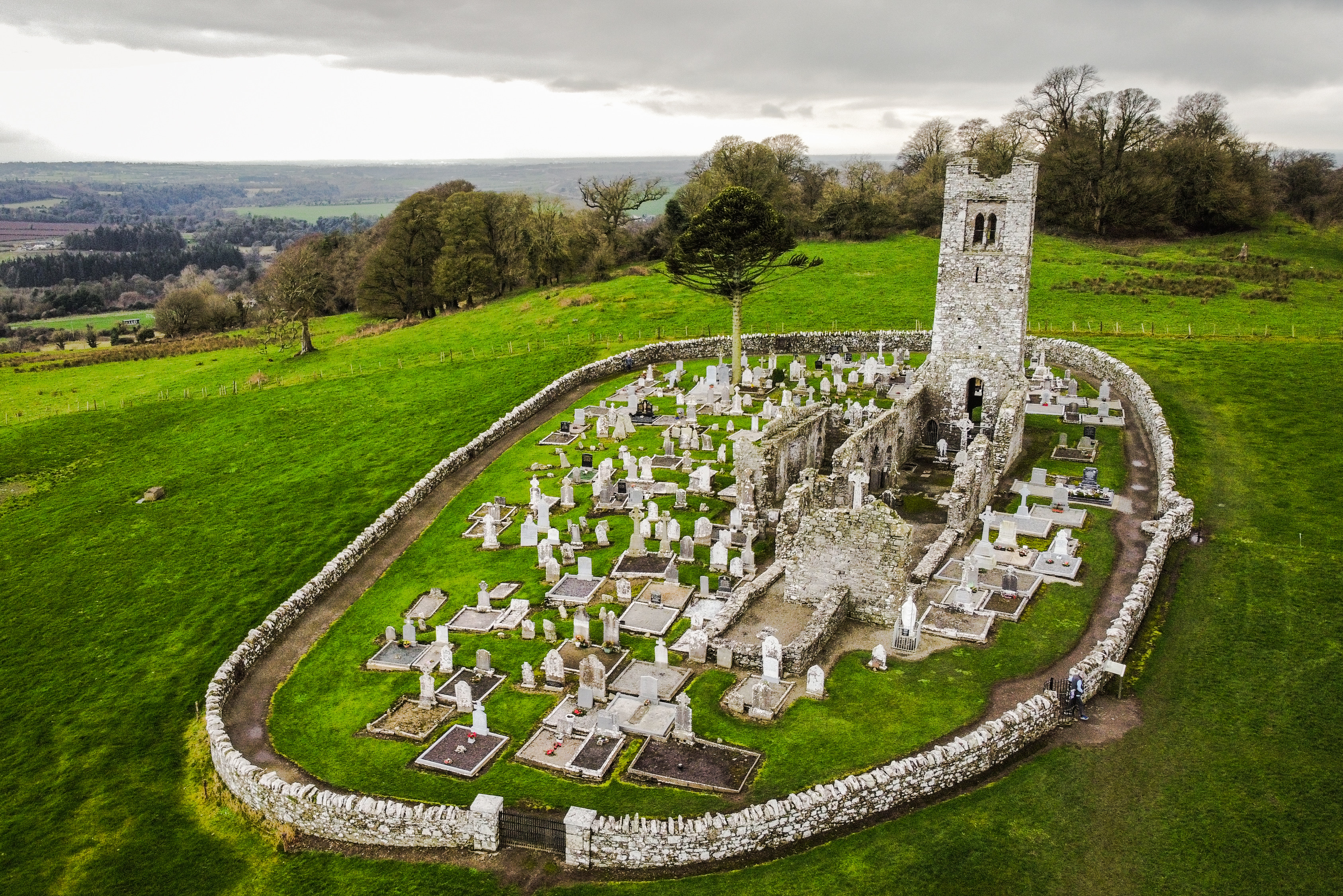
Ruines de l'église Saint-Patrick sur la colline de Slane. Le couvent établi au Ve siècle peut avoir été le refuge de Dagobert entre 656 et 676.

Aucune source contemporaine ne décrit le séjour de Dagobert en Irlande. Mervyn Archdall (en), antiquaire du XVIIIe siècle, est le premier à associer Dagobert à un lieu précis en Irlande. Il écrit qu'une tradition orale locale en vigueur à l'époque plaçait Dagobert dans le monastère de Slane, une conclusion acceptée par certains érudits modernes,.
Grimoald meurt assassiné en 657. À la mort de Childebert en 662, le deuxième fils du roi Clovis II, Childéric, encore mineur, est placé sur le trône d'Austrasie. Il est marié à Bilichilde, sœur de Dagobert, et placé sous la régence de Chimnechilde. Il est assassiné en 675 avec son épouse et son fils.
Le meurtre de Childéric fut l'occasion du retour de Dagobert, mais son résultat immédiat fut la guerre civile. L'ancien maire du palais, Ébroïn, déclare roi en Austrasie un certain Clovis, fils du roi de Neustrie Clotaire III, tandis que le troisième fils de Clovis II, Thierry III, est placé sur le trône de Neustrie par Léger, évêque d'Autun. Après la capture de Léger, Ébroïn abandonne Clovis au profit de Thierry et perd ainsi ses alliés austrasiens. Dans cette situation, Dagobert est rappelé de son exil.

### Avènement

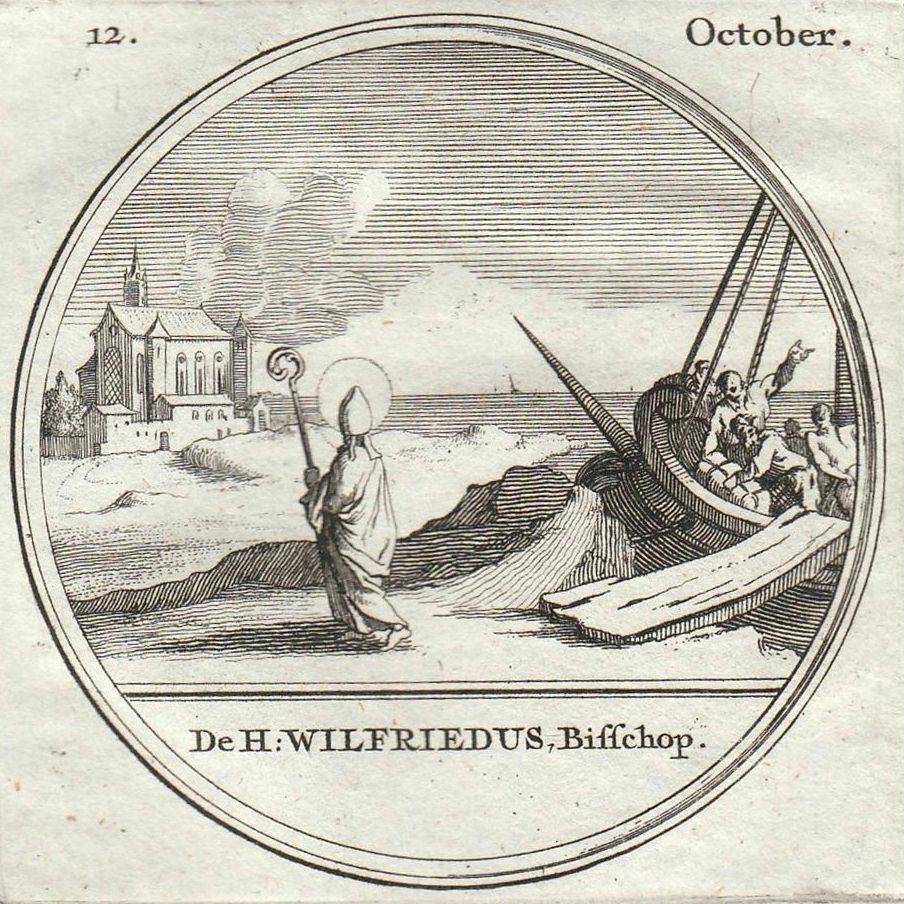
Gravure de l'évêque Wilfrid par Sébastien Le Clerc, XVIIe siècle.

Si le Liber historiæ Francorum est la seule source décrivant les circonstances de l'exil de Dagobert, la Vita sancti Wilfrithi est la seule à évoquer son retour. Cette biographie de l'évêque anglais Wilfrid a été composée dans les premières décennies du VIIIe siècle par Étienne de Ripon,. Selon Étienne, Dagobert a été exilé en Irlande « dans sa jeunesse » et lorsque ses amis et parents ont appris qu'il vivait encore, ils ont demandé à Wilfrid de l'emmener en Angleterre et de l'envoyer ensuite en Austrasie. Ce dernier équipa Dagobert en troupes pour l'aider à établir son pouvoir naissant.
La Vita sancti Wilfrithi ne précise pas qui était responsable du rappel de Dagobert, mais seulement qu'il s'agissait d' « amis » (amici) et de  « parents » (proximi). Il est possible que les parents aient été du côté de sa mère. Il n'y a pas de consensus sur l'identité des amis, peut-être Wulfoald, le maire du palais sous Childéric II, ou Pépin et Martin (en), qui sont arrivés au pouvoir, selon le Liber historiæ Francorum, après « la mort des rois », peut-être en 675 ; ou même Ultan, abbé de Saint-Maur-des-Fossés, qui était lui-même irlandais et avait des relations en Irlande.
La date d'accession au trône de Dagobert n'est pas connue avec certitude. Childéric II est assassiné en 675 et Clovis III est déposé en 676, au moment où Dagobert prend ses fonctions,, soit entre le 2 avril et le 30 juin 676 selon Richard Gerberding, ou vers juillet 676 pour Paul Fouracre,. Le règne de Dagobert est peu documenté. Le Liber historiæ Francorum, qui s'inscrit dans une perspective neustrienne, ne le mentionne plus après avoir décrit son exil. Gerberding dit de son auteur : « Soit il ne croyait pas que Dagobert était revenu pour devenir roi, soit il ne voulait pas que nous le sachions ». Fouracre suggère qu'il ne considérait pas Dagobert comme un roi légitime soit parce qu'il n'avait pas été choisi avec le soutien des Neustriens, soit parce qu'il était considéré comme un étranger après son long exil. 

### Guerre entre la Neustrie et l'Austrasie
Seule une œuvre du VIIe siècle, la Vita Sadalbergae abbatissae Laudunensis (en), mentionne brièvement le règne de Dagobert. Il y est écrit que l'abbesse Salaberge a déplacé son couvent des faubourgs de Langres à la ville de Laon en raison de pressentiments, qui se sont avérés exacts par la suite en raison de « récents combats entre les rois Dagobert et Thierry ». Il s'agit de la seule mention d'une guerre entre Dagobert et son cousin germain, Thierry III,. Elle témoigne de l'animosité persistante entre Ébroïn et les Austrasiens, bien qu'il puisse s'agir à l'origine d'un conflit frontalier en Champagne. 
Le fait que la guerre se soit déroulée au cœur de la Bourgogne, qui était sous domination neustrienne, suggère que Dagobert a eu l'initiative pendant un certain temps. C'est peut-être au cours de ce conflit que les Austrasiens, menés par Pépin et Martin, se révoltent. Cependant, Thierry III et Ébroïn les battent lors de la bataille de Bois-du-Fays (en), entraînant la mort de Martin. Bien que cette bataille ait pu avoir lieu après la mort de Dagobert, il est plus probable qu'elle se soit déroulée en septembre 679, lorsque Dagobert était encore en vie et en mesure d'ordonner la levée de troupes,. La guerre mentionnée dans la Vita ne peut cependant pas être datée avec précision. Elle peut s'être terminée dès septembre 677.
Les destructions consécutives à une bataille indécise entre Neustriens et Austrasiens se sont déroulées aux alentours de Langres et Chaumont, vers le 15 septembre 677. Les diocèses de Châlons-sur-Marne et de Langres étaient au cœur des affrontements et, bien que juridiquement neustriennes, étaient partiellement occupées par l'Austrasie, laquelle signa un accord de paix avec la Neustrie après ces litiges frontaliers.

### Politique extérieure, charte et monnayage

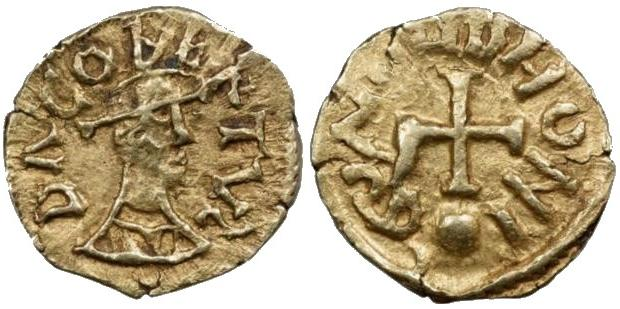
Tiers de sou de Dagobert II.
Avers : Buste diadémé à droite.
Revers : Croix sur un globe.

En 676, Dagobert signe un traité de paix avec les Lombards. Cet événement peut être daté avec précision car la seule autre source, l'Historia Langobardorum écrite par Paul Diacre vers la fin du VIIIe siècle, fait état de l'apparition d'une comète au mois d'août de la même année. Cette comète a été largement signalée dans le monde entier, de l'Irlande au Japon. Paul situe cependant par erreur le pacte sous le règne du roi lombard Grimoald, qui mourut en 671, avant même que Dagobert ne soit revenu d'Irlande. Le roi lombard à l'époque de la comète était en réalité Perthari.
La seule charte authentique de Dagobert qui nous soit parvenue confirme les possessions du monastère de Stavelot-Malmedy. Dans cette charte, Dagobert fait référence aux donations faites par son père, mais ne mentionne pas que le monastère a été fondé par Grimoald, l'homme qui l'avait exilé.
Pendant son règne, Dagobert émet les derniers tiers d'or mérovingiens, l'or sur les monnaies disparaissant à partir de la mort de Childéric II en 675. Ses trémissis en or rompent avec l'ancien style franc et copient la croix potencée sur trois marches des solidi byzantins. Dagobert est également le dernier roi au nom duquel des pièces de monnaie ont été frappées à Marseille. L'important monnayage royal de Marseille, qui a duré de 613 à 679, a toujours été frappé au nom d'un roi, ce qui est inhabituel puisque les pièces franques ne contiennent généralement que les noms du monnayeur et du lieu d'émission.

### Fin de règne et mort
En 679, alors qu'il se rendait à Rome pour assister à un concile, Wilfrid séjourna à la cour de Dagobert, qui lui était reconnaissant d'avoir facilité son retour d'Irlande. Dagobert lui propose de le nommer au diocèse de Strasbourg, que la Vita sancti Wilfrithi qualifie de « principal évêché de son royaume », mais Wilfrid décline l'offre. Dagobert lui fournit des armes et des compagnons pour le reste de son voyage vers Rome. En Italie, Wilfrid séjourne quelque temps à la cour du roi lombard et nouvel allié de Dagobert, Perthari.
Fin 679, peu après la visite de Wilfrid, Dagobert est assassiné. La Vita sancti Wilfrithi affirme que cet assassinat a été organisé par des « ducs perfides » avec l'accord des évêques. Selon la Vita Dagoberti, source tardive écrite à la fin du IXe siècle, il serait mort assassiné aux alentours de Mouzay, en forêt de Woëvre, suivant une embuscade d'Ébroïn et selon une exécution sans appel de son filleul,,,,. La date traditionnelle de sa mort, le 23 décembre, est également basée sur des sources tardives mais largement acceptées.
Après la mort de Dagobert, Ébroïn réussit à étendre l'autorité de Thierry III sur l'Austrasie. Lors de son voyage de retour à travers l'Austrasie en 680, Wilfrid est arrêté par les Neustriens d'Ébroïn, qui lui reprochent d'avoir organisé le retour de Dagobert. Selon le rapport de la Vita, Dagobert était un « destructeur de villes, méprisant les conseils des magnats, réduisant le peuple par des impôts, [...] méprisant les églises de Dieu et leurs évêques ». Il est possible que la référence à la destruction des villes renvoie à l'incapacité de Dagobert à les protéger lorsque Ébroïn dévasta le pays après sa victoire à Bois-du-Fays.

## Vénération

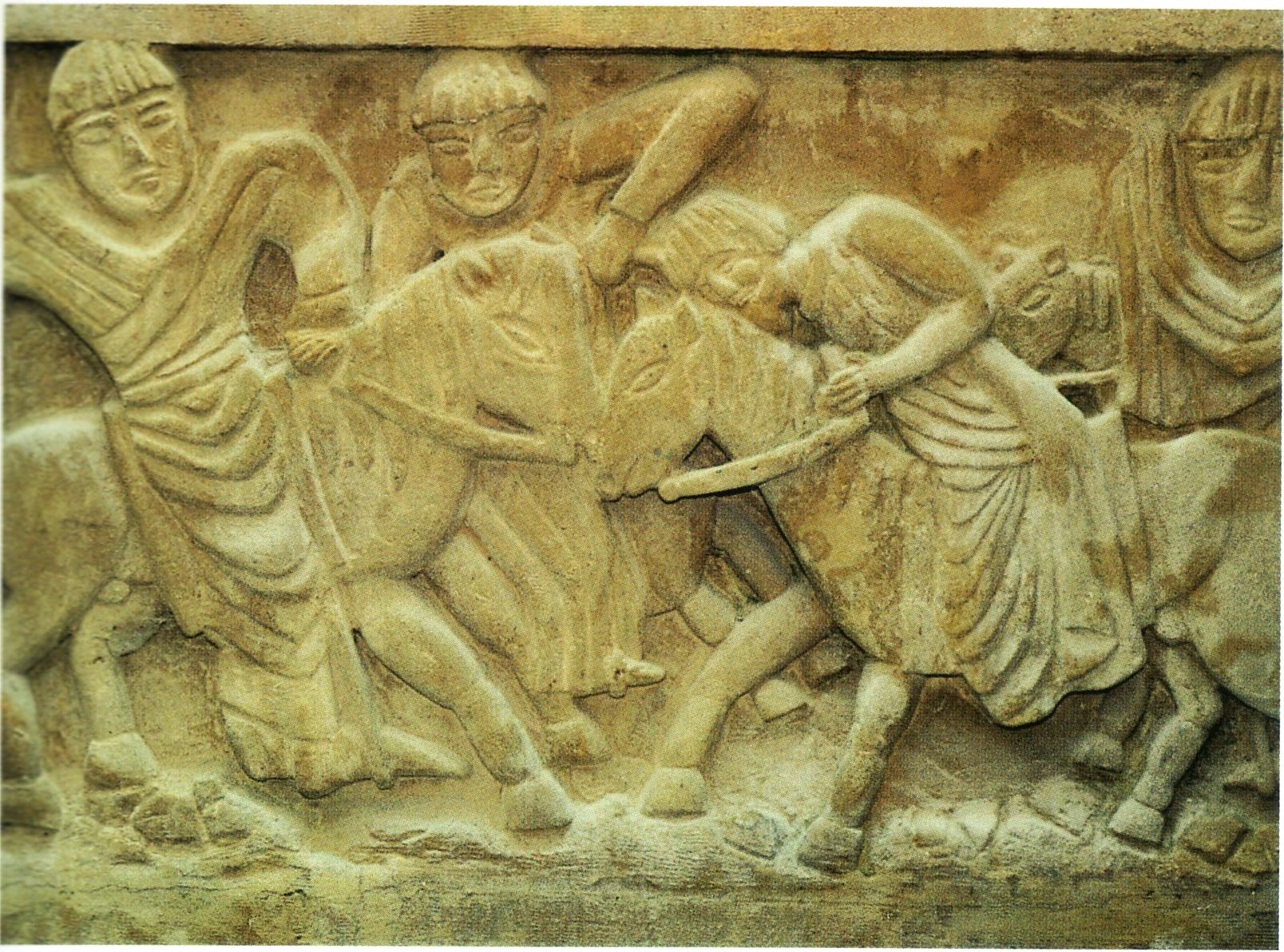
Stèle du martyr de saint Dagobert, crypte de l'église Saint-Dagobert de Stenay.

La Vita sancti Wilfrithi est la seule source qui relate l'assassinat de Dagobert, mais elle est corroborée par le fait qu'il était vénéré comme martyr dans la région des Ardennes avant la fin du IXe siècle.
Le lieu d'inhumation de Dagobert fait l'objet d'affirmations contradictoires. Selon la Vie de l'évêque Ouen, écrite au début du VIIIe siècle, Dagobert a été enterré à l'église Saint-Pierre de Rouen aux côtés de son prédécesseur, Childéric II, de l'épouse de Childéric, Bilichilde, et de leur fils en bas âge, également nommé Dagobert. Cette source fait référence au « Dagobert que Grimoald a tonsuré » sans mentionner son exil, son retour ou son règne.
La Vita Dagoberti, en revanche, indique que Dagobert a été enterré à Stenay dans l'église dédiée à saint Rémi. Cela n'est pas invraisemblable, car Stenay se trouvait au centre de l'Austrasie. La source date cependant des années 890 et confond Dagobert II et Dagobert III (711-715), mort de maladie.
Une tradition locale rapporte qu’en 872, un enfant découvre dans l’intérieur de l’autel de l’église Saint-Rémi de Stenay l’épigramme funéraire du roi Dagobert. Le roi Charles II le Chauve est informé de cette trouvaille. Il fait alors lever de terre le corps se trouvant près de l’inscription et l’expose à la vénération des fidèles sur l’autel de l’oratoire du palais de Douzy. Le 10 septembre 872, en présence du roi, Hincmar de Reims, Bernard de Verdun et d’autres évêques procèdent à l'élévation sur les autels de Dagobert. L’église de Stenay est rebaptisée « église Saint-Dagobert »,.
Le culte de Dagobert fut ainsi ravivé par Charles le Chauve, qui fit transférer ses reliques dans une basilique spécialement construite à Stenay et dotée de ses propres chanoines. Le moment semble indiquer que Charles essayait de s'établir dans cette partie de la Lotharingie qu'il n'avait acquise qu'en 870 par le traité de Meerssen. La translation des reliques est mentionnée dans la Vita Dagoberti et dans une charte conservée dans le cartulaire de l'abbaye de Gorze, qui en donne la date. La dotation de la basilique Saint-Dagobert est connue par une charte de 1124, également dans le cartulaire de Gorze. La dotation était passée à Béatrice, épouse de Godefroid, duc de Basse-Lotharingie, qui la légua en 1069 à l'abbaye de Gorze. Les chanoines s'étant relâchés, les moines en firent un prieuré bénédictin.

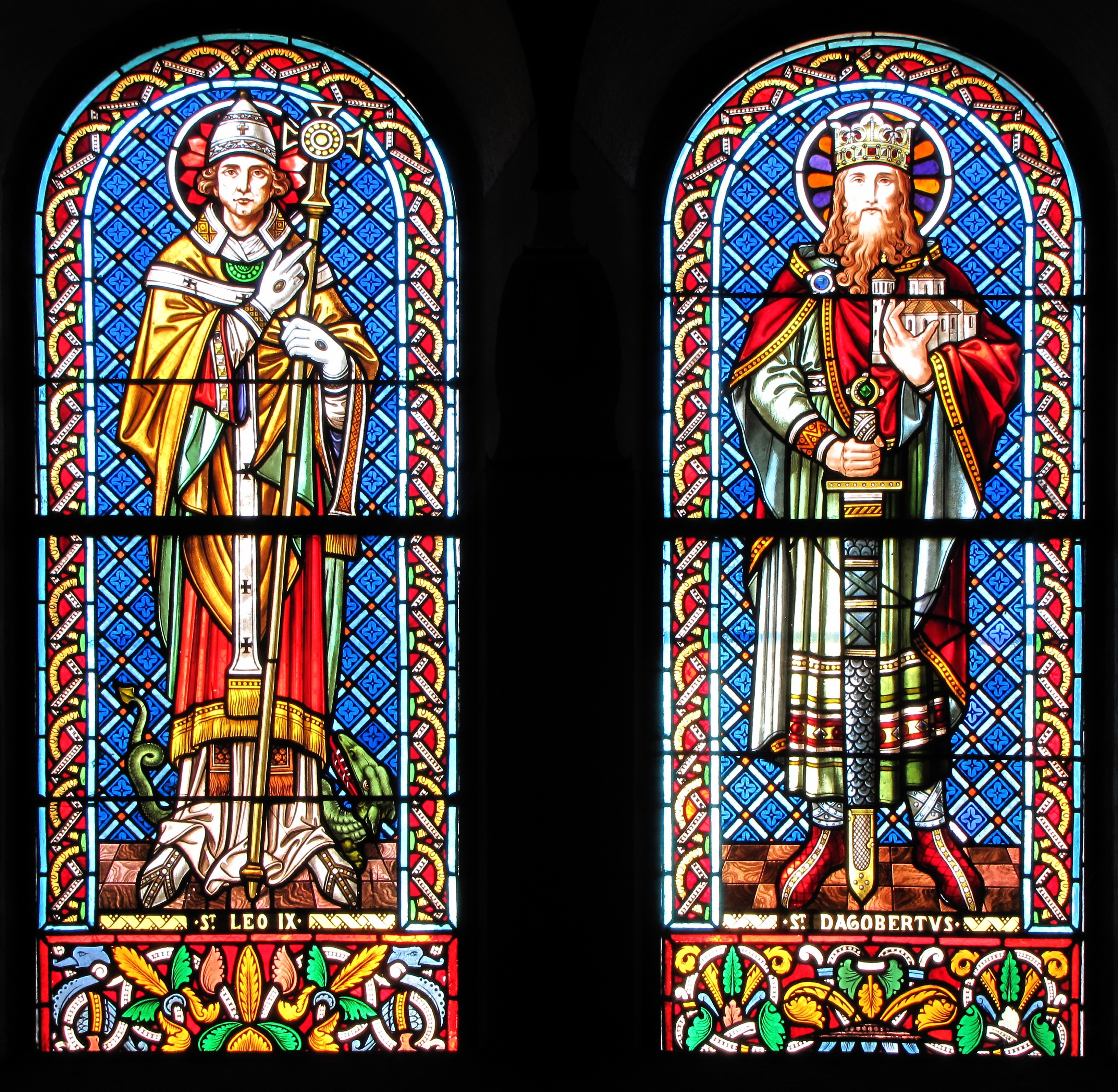
Verrières néo-romanes de la chapelle Saint-Léon d'Eguisheim, présentant Léon et Dagobert.

Dagobert est célébré le 23 décembre. Ce jour est indiqué dans la Vita Dagoberti, dans le calendrier des saints, aujourd'hui perdu, établi pour Emma, épouse du roi Lothaire (954-986), et dans les auctaria (ajouts locaux) au martyrologe d'Usuard de la région de l'actuelle Belgique. Un auctarium, cependant, place cette date au 11 septembre. Un manuscrit liégeois du martyrologe d'Adon de Vienne situe également la mort de Dagobert le 23 décembre.
La fête de Dagobert n'a jamais été répandue en dehors de Stenay. Elle est généralement associée aux lieux liés à Dagobert Ier. Elle est encore célébrée à Verdun au XVIe siècle. Le prieuré de Stenay est supprimé en 1580 et en 1591, les bâtiments étant saccagés par les huguenots. Les reliques de Dagobert furent dispersées, certaines se retrouvant à Saint-Ghislain.

## Hypothèses généalogiques

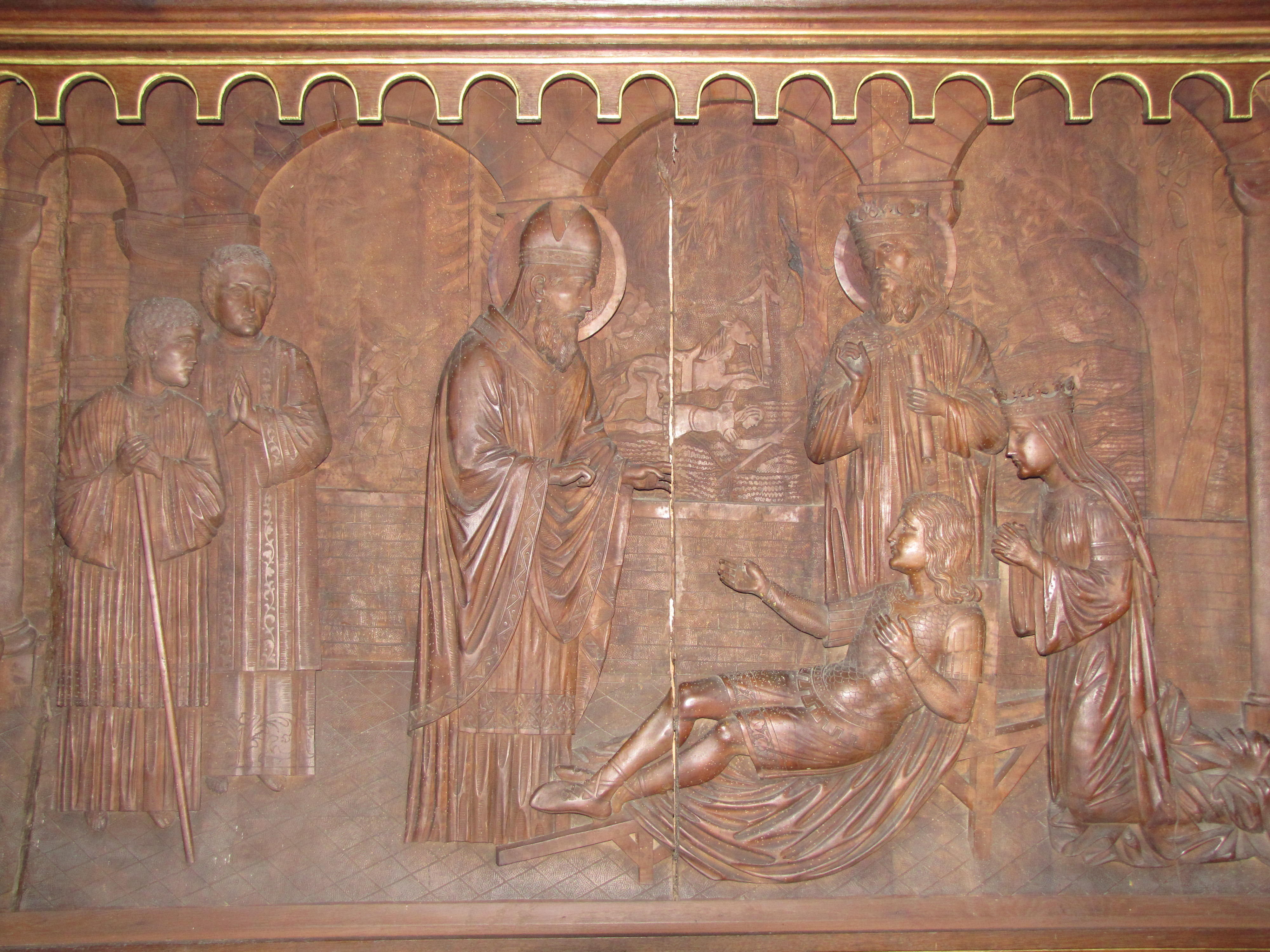
Arbogast ressuscite Sigebert IV, fils du roi Dagobert II. Bas-relief, abbatiale Saint-Arbogast de Surbourg.

D'après la Vita Arbogasti, datée du Xe siècle, Dagobert II aurait épousé lors de son exil en Irlande une Saxonne nommée Mathilde (« Machtildis ») avec laquelle il aurait eu quatre filles : Adèle, Irmine, Rothilde et Ragnétrude. Il aurait également un fils, Sigebert, mort lors d'un accident de chasse et miraculeusement ressuscité par Arbogast, évêque de Strasbourg et ami proche de Dagobert. Ce témoignage est cependant sujet à caution en raison de son caractère tardif et pourrait s'expliquer soit par une confusion avec Nantilde (« Nanthildis »), femme de Dagobert Ier, soit par une allusion à la reine Mathilde, mère de l'empereur Otton Ier, contemporaine de l'auteur de la Vita Arbogasti,.
Selon les Dossiers secrets d'Henri Lobineau et d'autres documents pseudo-historiques, Sigebert IV était le fils de Dagobert II qui, après l'assassinat de son père, fut sauvé par sa sœur Irmine et emmené dans un premier temps au monastère d'Oeren puis dans le domaine de sa mère, la princesse wisigothe Giselle de Razès (inconnue par ailleurs), à Rennes-le-Château. Il serait arrivé dans le Languedoc en 681 et, à un moment donné, aurait adopté ou hérité des titres de son oncle, duc de Razès et comte de Rhedae. Il aurait également adopté le surnom de « Plant-Ard » (expression issue du vieux-francique signifiant « rejeton ardent »). Sous ce nom, et sous les titres acquis de son oncle, il aurait perpétué sa lignée,. Ainsi, il serait le père de Sigebert V, à l'origine des Guilhelmides et des maisons de Châtillon et de Lusignan,.
Les journalistes, chercheurs et historiens s'étant penchés sur ces documents et ayant démystifié le canular du Prieuré de Sion affirment que les Dossiers Secrets d'Henri Lobineau et la biographie fictive de Sigebert IV ont été inventés par Pierre Plantard, aidé de son ami Philippe de Chérisey, afin  d'étayer sa fausse affirmation selon laquelle il était un descendant de la dynastie mérovingienne par l'intermédiaire de ce personnage. En 1990, Plantard s'est ravisé en affirmant qu'il ne descendait que d'une branche cadette de la lignée de Dagobert, tout en soutenant que le descendant direct était Otto de Habsbourg-Lorraine, qui, selon Plantard, descendait de Sigebert Ier (fils de Bera II et petit-fils de Wamba), qui avait épousé Magdala, petite-fille de Dagobert II. Pierre Plantard reconnaîtra finalement en 1993, lors de l'affaire Pelat, être à l'origine des nombreux documents fictifs,.

## Sources
- Vita sancti Wilfrithi d'Étienne de Ripon (vers 715) :

« [...] Le susdit roi [Dagobert II] avait été traitreusement exilé pendant sa jeunesse par ses ennemis au pouvoir ; après une heureuse traversée, grâce à Dieu, il aborda en Irlande [...]. »

- Chapitre 43 du Livre de l'histoire des Francs (vers 727) :

« [...] Plus tard, à la mort de Sigebert, Grimoald soumit son jeune fils Dagobert à la tonsure et le contraignit, avec l'évêque de la ville de Poitiers, Didon, à s'expatrier en Irlande, afin de placer son propre fils à sa place. »

- Vie du roi Sigebert de Sigebert de Gembloux (vers 1090) :

« [...] Parce que Sigebert avait éprouvé en toutes circonstances la fidélité de son maire du palais Grimoald, il institue le fils de celui-ci, Childebert, héritier du royaume d’Austrasie, au cas où lui-même mourrait sans enfant. Mais ensuite, le roi engendra un fils qu’il appela Dagobert ; il cassa son testament antérieur, et confia le soin d’élever cet enfant au maire du palais, Grimoald pour que, protégé contre tous par la puissance de celui-ci, il pût monter sur le trône d’Austrasie [...]. »